# 办公室风云
《办公室风云》（英語：The Office）是一部英国喜剧電視剧集，2001年7月在BBC2台首播，编剧和导演为瑞吉·葛文及史蒂芬·默錢特。故事發生在一間位於斯勞市的虚构紙張公司Wernham Hogg Paper Company裡，劇情描述公司职员的日常生活。该剧內容虽然是虚构，拍攝手法卻采用了纪录片的形式。

## 其他國家的版本
這套劇集在其他國家也大受歡迎，不少國家更將它改編成本地版本，如法國、德國、美國等。
- 法國版：Le Bureau（法语：Le Bureau），2004年首播。
- 德國版：Stromberg（德语：Stromberg），2004年首播。
- 巴西版：Os Aspones（葡萄牙语：Os Aspones），2004年首播。
- 美國版：辦公室，2005年首播。
- 加拿大法語版：La Job（法语：La Job），2007年首播。
- 瑞典版：Kontoret（瑞典语：Kontoret），2012年首播。

## 外部連結
- （英文）辦公室瘋雲官方網站（页面存档备份，存于）